# Everything's Electric
Everything's Electric је песма енглеског музичара Лијама Галагера. Објављена је 4. фебруара 2022. године за издавачку кућу Warner Records и представљала је први сингл са Галагеровог другог соло студијског албума C'mon You Know.

## О песми
Галагер је песму први пут уживо извео 8. фебруара 2022. у лондонској О2 арени, на церемонији 42. доделе награда Брит. На почетку наступа приказан је снимак певачевог доласка хеликоптером на ову манифестацију. Песма је три дана касније дебитовала на 18. месту званичне британске листе синглова, што јој је и остао највиши пласман. Everything's Electric је уједно и најбоље пласирани Галагеров соло сингл на поменутој листи.

## Музичари
- Лијам Галагер — вокал
- Грег Керстин — гитара, клавијатуре, удараљке, бас-гитара
- Дејв Грол — бубањ[1]